# Жузеб Марія Маргаль
Жузеб Марія Маргаль (ісп. Josep Maria Margall, 17 березня 1955) — іспанський баскетболіст.
Учасник Олімпійських Ігор 1980, 1984, 1988 років. Срібний призер Олімпійських ігор 1984 року.
Срібний призер Чемпіонату Європи 1983 року.
Срібний призер Юнацького чемпіонату Європи (U-18) 1974 року.